# Тістик Ростислав Ярославович
Ростислав Ярославович Тістик (нар. 9 жовтня 1993, Львів) — український політик. Народний депутат України 9-го скликання.

## Біографія

### Родина
Батько Ростислава — голова економічної ради Львівської міської організації ВО «Свобода» — Тістик Ярослав Зіновійович. Він був депутатом Львівської міської ради 6-го скликання від партії «Свобода», а дядько Володимир Тістик представляв «Свободу» у Львівській обласній раді Родина Тістиків фігурує в антикорупційних розслідуваннях.

### Освіта
Навчався у Львівській українській гуманітарній гімназії з поглибленим вивченням українознавства та англійської мови. Навчався на факультеті міжнародних економічних відносин Львівського університету ім. Франка за спеціальністю «Міжнародні економічні відносини», де отримав ступінь спочатку бакалавра, а згодом магістра. Закінчив військову кафедру у Національній академії сухопутних військ ім. Сагайдачного на військовій кафедрі, офіцер запасу. Продовжив навчатись Інститут післядипломної освіти та доуніверситетської підготовки ЛНУ ім. Франка (спеціальність «Правознавство»), а пізніше у Дипломатичній академії України імені Геннадія Удовенка при Міністерстві закордонних справ.

### Політична та громадська діяльність
Народний депутат України 9-го скликання (з 29 серпня 2019 року). Член Комітету Верховної Ради з питань бюджету. Ініціатор та голова Міжфракційного об'єднання «Випускники Франка» та співголова об'єднання «Львівщина» у Парламенті. Співголова групи з міжпарламентських зв'язків з Чеською Республікою та член груп з міжпарламентських зв'язків з Австрійською Республікою, Швейцарською Конфедерацією, Італійською Республікою, Республікою Хорватія, Королівством Бельгія, Турецькою Республікою та Республікою Польща.
Під час Президентських та Парламентських виборів у 2019 році як волонтер ГО «Команда ЗЕ», очолював команду Зеленського на Львівщині.. Від 29 серпня 2019 року народний депутат України 9-го скликання.
У серпнія 2019 року обраний народним депутатом від партії «Слуга народу» на парламентських виборах 2019 року. На час виборів був безробітним та безпартійним, жив у Львові.

### Політична діяльність
Член Комітету ВРУ з питань бюджету. Голова Підкомітету з питань
Європейської інтеграції. Член постійної делегації Парламентської
Асамблеї Ради Європи (ПАРЄ).
Ініціатор та голова міжпарламентської групи дружби з Ватиканом (групу створено в парламенті вперше в історії України, 3-тя у світі), співголова групи з міжпарламентських зв'язків з Чехією. Ініцював субвенцію на створення безпечних умов в лікарнях, облаштування укриттів. Співавтор діючого Закону про військове капеланство «Про Службу військового капеланства» № 4626, який утворює Службу військового капеланства як самостійний структурний підрозділ у складі військових формувань.
Член ради Львівської обласної організації партії «Слуга народу».

### Громадянська діяльність
Волонтер, засновник та координатор Центру підтримки 125 окремої бригади ТРО ЗСУ та Благодійної Організації «Благодійний Фонд 125», організатор численних Благодійних аукціонів на підтримку Збройних Сил України. Впродовж 2х років діяльності Центру підтримки передали матеріально-технічної допомоги на понад 4,8 млн $. (1822 дрони, 99 транспортних засобів, 1115 одиниць техніки) Наприкінці березня 2024 разом з командою організували благодійний
аукціон, де зібрали рекордні для України 12.5 млн грн за вечір на підтримку ЗСУ. Координує матеріальне та технічне забезпечення 125 окремої бригади територіальної оборони ЗСУ. Постійно відвідує передові підрозділи 125 бригади, особисто доставляє допомогу бійцям бригади.

### Переконання
Ініціював Звернення до Президента України стосовно нагородження Блаженнішого Святослава Орденом «За заслуги».
Відстоює українську мову як єдину державну мову, якою потрібно користуватися у всіх суспільних сферах, зокрема у вищих навчальних закладах
7 грудня 2020 року внесений у санкційний список Російської Федерації (№ 717 у списку).
Ініціатор Звернення до Президента України Володимира Зеленського щодо присвоєння Празі офіційної відзнаки «Місто-рятівник». (Указ Президента
No742/2022)
22 Липня 2025 року проголосував за проєкт закону 12414, що обмежує Національне антикорупційне бюро України та Спеціалізовану антикорупційну прокуратуру. Закон викликав хвилю антикорупційних протестів.

## Статки
2018 року задекларував 58 тис. $, 39 тис. євро та 870 тис. грн активів готівкою. Працюючи в компанії батька Ярослава Тістика, Ростислав отримав зарплату у розмірі 45,331 грн. Купив автомобіль Audi A6 2012 року випуску за 500 тис. грн та отримав подарунок розміром 200 тис. грн.

## Відзнаки
- Нагрудний знак «За сприяння війську» від Головнокомандувача Збройних Сил України
- Нагрудний знак «Знак пошани» від Міністерства оборони України
- Відзнака «За сприяння» від Національної академії сухопутних військ імені гетьмана Петра Сагайдачного
- Грамота за заслуги перед Помісною Українською Православною Церквою та побожним народом та Орден святого Архістратига Михаїла ІІ ступеня.
- Грамота за заслуги перед Помісною Українською Православною Церквою та побожним народом та Орден святого рівноапостольного князя Володимира ІІІ ступеня.